# Oljeitu

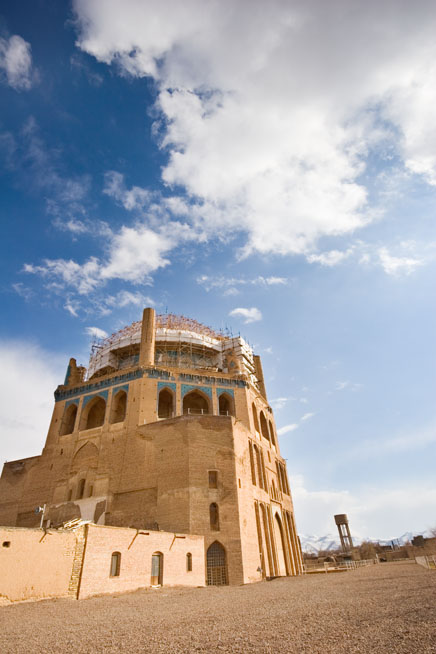
Mausoleu a Sultaniyya

Oljeitu, Oldjeytu, Oldjeitu, Oljeytu, Öljaitü, Olcayto o Uljeitu —en mongol Өлзийт Хаан— de nom complet Ghiyath al-Din Muhammad Karbanda, després Khudabanda que vol dir 'home de Déu', Oljeitu Sultan —en persa محمد خدابنده - اولجایتو) — fou el vuitè kan il-kànida de Pèrsia del 1304 al 1316. El seu nom ("Ölziit" o Oljeitu) vol dir "beneït" en mongol (1262 -16 de desembre de 1316) Era fill del kan Arghun, germà i successor de Mahmud Ghazan i besnet d'Hulagu, el fundador de la dinastia. Sent infant fou batejat amb el nom Nicolau en honor del papa Nicolau IV, amb el qual el seu pare havia tingut tractes, però després es va fer budista; quan el seu germà Ghazan es va fer musulmà sunnita, el va seguir i va oscil·lar entre hanafites i xafiïtes fins que es va passar al xiisme.

Va pujar al tron succeint el seu germà i va establir la seva residència principal a Sultaniyya al sud-est de la moderna Zanjan, ciutat fundada per Arghun però que no es va acabar fins al 1313. De fet encara que hi passava temporades, tenia costums nòmades i, per tant, residia a diversos llocs. Va gaudir d'un regnat excepcionalment pacífic, durant el qual només es van produir tres expedicions militars: el 1307 quan va intentar amb grans mitjans conquerir la província de Gilan a la vora de la mar Càspia; el 1312/1313 quan va organitzar la darrera expedició a territori mameluc assetjant sense èxit Rahbat al-Sham (Rahba) a l'Eufrates; i el 1314 quan va haver de marxar cap a l'est per oposar-se a una invasió del Khorasan pel mongols de Txagatai.
El gran visir de Ghazan, l'historiador Raixid-ad-Din, va restar en funcions; en canvi el seu col·lega Sal al-Din Sawaji fou destituït i executat el 1312 i substituït per Tadj al-Din Ali Shah que no es va entendre amb Rashid al-Din i finalment es va acordar que cadascun governaria en unes àrees i uns territoris; a Rashid li va pertocar el centre i sud i a Tadj al-Din el nord-est i oest (Mesopotàmia i Anatòlia). Fins després de la mort d'Oljeitu, Tadj al-Din no va aconseguir fer eliminar Rashid al-Din i va aconseguir morir de mort natural.
Oljeitu va fer construir un mausoleu per dur-hi les restes d'Ali i Hussein ibn Ali, però que finalment va servir per a ell mateix. Va morir el 16 de desembre de 1316 i el va succeir el seu fill Abu Said Bahadur Khan.